# Astropecten guineensis
Astropecten guineensis är en sjöstjärneart som beskrevs av Jean Baptiste François René Koehler 1911. Astropecten guineensis ingår i släktet Astropecten och familjen kamsjöstjärnor. Inga underarter finns listade i Catalogue of Life.